# Luis Morán
Luis Morán Sánchez est un footballeur espagnol né le 26 juillet 1987 à Luanco (municipalité de Gozón), qui évolue au poste d'ailier.

## Palmarès
Vierge